# NGC 2611
NGC 2611 je galaksija u zviježđu Raku.

## Vanjske poveznice
- SEDS: NGC 2611